# Gerhard Drees
Gerhard Drees (ur. 6 sierpnia 1925 w Isenhagen-Hankensbüttel, zm. 22 marca 2015 w Stuttgarcie) – niemiecki inżynier budownictwa, przedsiębiorca i naukowiec, profesor Uniwersytetu w Stuttgarcie.

## Życiorys
W czasie II wojny światowej Drees służył od 1943 w wojsku i dostał się do niewoli. Po powrocie z niewoli w 1948 rozpoczął studia na kierunku budownictwo na Wyższej Szkole Technicznej w Hanowerze, które ukończył dyplomem w 1953. Uzyskawszy stypendium badawcze na RWTH Aachen, pracował nad doktoratem, który obronił w 1956. Następnie do 1958 był doradcą w Belgii i Hiszpanii, po czym do 1963 kierował budowami w Niemczech jako pracownik, a od 1960 członek zarządu przedsiębiorstwa budowlanego Carl Brandt.

### Działalność naukowa
W 1963 Drees otrzymał powołanie do Stuttgartu na Katedrę Organizacji Budowy na Wydziale Budownictwa tamtejszego Uniwersytetu i poświęcił się zadaniu utworzenia nowego Instytutu Organizacji Budowy (Institut für Baubetriebslehre). Instytut od 1964 zajmuje się szerzeniem wiedzy o ekonomii i zarządzaniu projektami wśród przyszłych inżynierów budownictwa. Drees opracował podstawy systematyki kosztów w budownictwie obowiązujące do dziś w Niemczech, zaś jego podręcznik Kalkulation von Baupreisen (Kalkulacja kosztów w budownictwie) stanowi standardowe dzieło w tej dziedzinie. Drees ma na swym koncie ponad 100 publikacji naukowych, jedna z jego książek, Zagospodarowanie placu budowy, ukazała się również w języku polskim. Profesor Drees był promotorem 39 dysertacji. W 1993 przeszedł na emeryturę, kierował instytutem jeszcze do następnego roku, gdy jego następcą został Fritz Berner. Jako profesor-emeryt nadal pracował naukowo.
W latach 1999–2001 profesor Drees był doradcą do spraw budownictwa przy federalnym ministerstwie edukacji i badań naukowych. 13 października 2000 Rheinisch-Westfälische Technische Hochschule w Akwizgranie nadała mu tytuł doktora h.c.

### Działalność jako przedsiębiorca
W 1970 Drees założył wraz z Volkerem Kuhne biuro inżynierskie Drees, Kuhne und Partner w Stuttgarcie, zajmujące się początkowo głównie przygotowywaniem harmonogramów i kontrolą terminów dużych inwestycji budowlanych. W 1973 partnerem biura został Hans Sommer, a biuro wkrótce zmieniło nazwę na Drees & Sommer. Przedsiębiorstwo rozszerzyło swój profil na pełne zarządzanie projektami, wprowadzając w końcu lat 70. XX wieku elektroniczne przetwarzanie danych do budownictwa. W 1992 Drees & Sommer, jako jedno z największych przedsiębiorstw doradczych w dziedzinie budownictwa i nieruchomości, przekształciło się w spółkę akcyjną, a Drees został prezesem rady nadzorczej. Pozostał na tym stanowisku do roku 2008, gdy zastąpił go Hans Sommer.